# Ischiolepta vaporariorum
Ischiolepta vaporariorum är en tvåvingeart som först beskrevs av Alexander Henry Haliday 1836.  Ischiolepta vaporariorum ingår i släktet Ischiolepta och familjen hoppflugor. Arten är reproducerande i Sverige. Inga underarter finns listade i Catalogue of Life.